# Morte di Neda Agha-Soltan

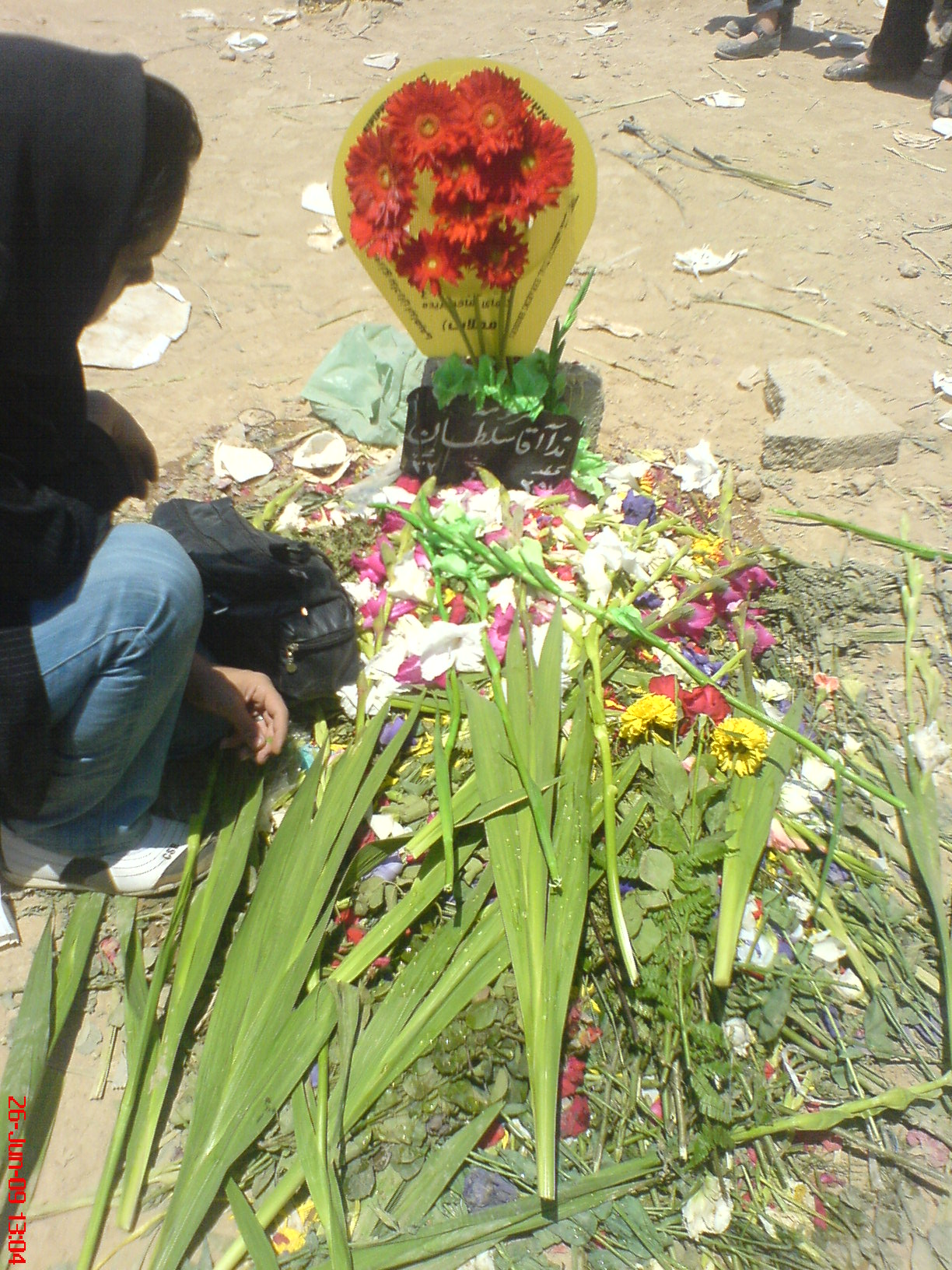
La tomba di Neda Agha-Soltan

La morte di Neda Salehi Agha-Soltan (persiano: ندا آقاسلطان, Teheran, 23 gennaio 1983 - 20 giugno 2009) è avvenuta durante le proteste post-elettorali che hanno fatto seguito alle elezioni presidenziali del 2009, duramente represse dalle autorità. La sua uccisione ha avuto reazioni internazionali a causa di un video amatoriale che ha testimoniato gli ultimi istanti della sua vita. Il filmato che ha ripreso la sua morte è stato diffuso via Internet e il suo nome è velocemente diventato un grido di protesta scandito dagli oppositori al governo del presidente Ahmadinejad, che riconoscono in Mir-Hosein Musavi il reale vincitore delle elezioni presidenziali, accusando il presidente in carica di brogli.

## Eventi
Il 20 giugno 2009 la studentessa di filosofia era in compagnia del suo insegnante di musica e caro amico Hamid Panahi; stavano partecipando alla protesta contro l'esito sospetto delle elezioni. Un membro dei Basij, la milizia armata, le ha sparato uccidendola. Le ultime parole di Neda sono state: "Sto bruciando, sto bruciando!" Un filmato amatoriale caricato su Facebook e YouTube mostra Neda cadere a terra, essere soccorsa e morire soffocata dal proprio sangue. La sua diffusione è avvenuta attraverso il fenomeno del viral video di Internet. Il filmato è accompagnato da un messaggio del medico che ha cercato di aiutare la ragazza:
"Ore 19:05 del 20 giugno località viale Kargar, all'incrocio con via Khosravi e via Salehi. Una giovane donna che era presente col padre [sic!, l'uomo è stato poi identificato come l'insegnante di musica di Neda] ad osservare le proteste è stata colpita da un proiettile sparato da un membro dei Basij nascosto sul tetto di una abitazione privata. Ha chiaramente mirato alla ragazza e non poteva mancarla. Comunque, ha mirato dritto al cuore. Sono un medico, così sono corso a soccorrerla. Ma l'impatto del proiettile è stato così forte che è esploso dentro il petto della vittima, che è morta in meno di 2 minuti. I manifestanti erano a circa un chilometro avanti nella strada principale e alcuni manifestanti stavano correndo, per scappare dai gas lacrimogeni usati contro di loro, verso via Salehi. Il video è stato ripreso da un mio amico, che era lì accanto a me. Per favore, fate in modo che il mondo sappia."

## Eco internazionale
Neda significa "voce" o "chiamata" in persiano e per questo la donna è stata definita come la "voce dell'Iran" e "un simbolo dei manifestanti per la democrazia che stanno attaccando il regime islamico", nonostante l'obiettivo dei manifestanti fosse esclusivamente il riconoscimento della vittoria del loro leader e non la fine del regime in sé.
Lo scrittore Paulo Coelho ha riconosciuto nel medico il suo miglior amico personale in Iran e ha contribuito alla diffusione del video pubblicandolo su Facebook, nella sua pagina personale, immediatamente seguito da migliaia di utenti.
Per molti giorni seguenti alla data del 20 giugno, la morte di Neda è diventata uno degli argomenti più popolari su Twitter. La vicenda non è stata riportata da media iraniani, essendo tutti controllati dal regime, ma ha trovato molto spazio sui media internazionali. La CNN ha mostrato il video più volte, con e senza la censura del sangue che usciva dalla bocca e dal naso della ragazza morente. A causa di questa tragedia la ragazza è stata considerata una martire della contestazione ed è diventata, per alcuni giorni, un'icona di Internet. Il suo cognome è stato citato come Soltani in numerosi articoli.
Nel consiglio comunale di Roma è stata avanzata la proposta, firmata dai capigruppo di tutti i partiti, di intitolare a Neda una via della capitale, con la motivazione che "Neda Agha-Soltan è ormai il simbolo internazionale di una generazione che sa anche impegnarsi pubblicamente e che non vuole arrendersi".
Il 14 aprile 2010 le è stato dedicato un albero nel Giardino dei Giusti di tutto il mondo di Milano.